# Prædestination
Prædestination er latin og betyder forudbestemmelse. Begrebet betegner, at skæbnen er forudbestemt. Ifølge prædestinationslæren findes der altså ingen fri vilje.
I den kristne verden forstås prædestination som Guds forudbestemmelse af bestemte mennesker til frelse, mens andre er forudbestemt til fortabelse. Ifølge Luther har Gud udvalgt mennesker til frelse, men ikke til fortabelse. Derimod mener Calvin, at forudbestemmelse kun er mulig, hvis den gælder både frelse og fortabelse (dette kaldes blandt lutheranere for den dobbelte prædestination).
- Determinisme
- Fatalisme
- Infralapsarisme
- Supralapsarisme